# 朱雀 (渤海)
朱雀（813年—817年）是渤海国僖王大言义的年号，共计5年。

## 紀年
新舊《唐書》記載其年號名稱，但未明確指出確切年代範圍。金毓黻編著的《渤海國志長編》考訂認為在西元813年至817年，總計使用5年；李崇智《中國歷代年號考》從金說。另有魏國忠《渤海史》認為在812年至817年，總計使用6年；梁玉多《渤海國編年史》認為在812年至816年，總計使用5年。

### 813年改元說
| 朱雀 | 元年  | 2年   | 3年   | 4年   | 5年   |
| ---- | ----- | ----- | ----- | ----- | ----- |
| 西元 | 813年 | 814年 | 815年 | 816年 | 817年 |
| 干支 | 癸巳  | 甲午  | 乙未  | 丙申  | 丁酉  |

### 812年改元說
| 朱雀 | 元年  | 2年   | 3年   | 4年   | 5年   | 6年   |
| ---- | ----- | ----- | ----- | ----- | ----- | ----- |
| 西元 | 812年 | 813年 | 814年 | 815年 | 816年 | 817年 |
| 干支 | 壬辰  | 癸巳  | 甲午  | 乙未  | 丙申  | 丁酉  |

## 同期存在的其他政权年号
- 中國
  - 元和（806年－820年）：唐朝—唐憲宗李純之年號
  - 龍興（810年－816年）：南詔—勸龍晟之年號
  - 全義（816年－819年）：南詔—勸利晟之年號
  - 彝泰（815年－838年）：吐蕃—可黎可足贊普赤祖德贊之年號
- 日本
  - 弘仁（810年－824年）：嵯峨天皇之年號

## 深入閱讀
- 李崇智. . 北京: 中華書局. 2004年12月. ISBN 7101025129.
- 鄧洪波. . 臺北: 國立臺灣大學東亞經典與文化研究計劃. 2005年3月  [2022-01-03]. ISBN 9789860005189. （原始内容 (pdf)存档于2007-08-25）.
- 魏國忠、楊雨舒. . 北京: 中國社會科學出版社. 2019年12月. ISBN 7520331777.
- 梁玉多. . 哈爾濱: 黑龍江人民出版社. 2004年12月. ISBN 720706005.

| 前一年號： 永德 | 渤海国年号 813年－817年 | 下一年號： 太始 |